# پاولا گراچس
پاولا گراچس (انگلیسی: Paula Garcés؛ زادهٔ ۲۰ مارس ۱۹۷۴) یک هنرپیشه اهل ایالات متحده آمریکا است. وی از سال ۱۹۹۱ میلادی تاکنون مشغول فعالیت بوده‌است.
از فیلم‌ها یا برنامه‌های تلویزیونی که وی در آن نقش داشته‌است می‌توان به هارولد و کومار فرار از خلیج گوانتانامو، بزرگسالان مبتدی، زندگی با مایکی و مرد خانه اشاره کرد.
او در سال ۱۹۹۵ در فیلم ذهن‌های خطرناک به همراه میشل فایفر نقش آلوینا را بازی کرد.
گارس در سال ۲۰۰۲ در فیلم ماجراجویی علمی-تخیلی نوجوانان Clockstoppers توسط پارامونت پیکچرز که در مقابل جسی برادفورد نقش آفرینی کرد، همبازی شد. سپس برای بازی در کمدی هیپ هاپ ریچارد بنجامین Marci X در کنار لیزا کودرو و دیمون وینز انتخاب شد.
گارس بعداً در مقابل تامی لی جونز برنده جایزه اسکار در استودیوی انقلاب، مرد خانه، دیده شد. در سال ۲۰۰۴، او در National Lampoon's Pledge This! بازی کرد. او در CSI: Miami نقش آفرینی کرد و در یک آرک چهار قسمتی در NBC's Law and Order: Special Victims Unit و همچنین نقش مهمان در سریال پرطرفدار The Sopranos و Oz از HBO بازی کرد. سپس گارس به عنوان یکی از بازیگران سریال The Shield ایفای نقش کرد.
گارس در فیلم سینمایی نیو لاین در سال ۲۰۰۴، هارولد و کومار برو به قلعه سفید، دنباله آن در سال ۲۰۰۸، فرار از خلیج گوانتانامو، هارولد و کومار و کریسمس سه بعدی A Very Harold & Kumar در سال ۲۰۱۱، در نقش ماریا، عاشق و بعدها همسر جان ظاهر شد. شخصیت چو
Garcés یک سریال معمولی در سریال درام ABC Defying Gravity بود که در فصل ۲۰۰۹، مستندساز پائولا مورالس را بازی می‌کرد.
او همچنین در ویدیوی "Imagínate" با Wisin & Yandel و رپر T-Pain حضور داشت.
گارس همچنین در Guiding Light در نقش پیلار سانتوس همبازی بوده‌است و در فصل دوم سریال تلویزیونی Syfy Warehouse 13 نقش دکتر کلی هرناندز را بازی کرده‌است.
در می ۲۰۱۱، گارس در "Off the Beaten Path" یازدهمین قسمت از فصل اول Breakout Kings ظاهر شد.
در فوریه ۲۰۱۳، گارس در سریال CBS Elementary ظاهر شد و نقش افسر پلیس شرور پائولا ریس را در قسمت اول «جزئیات» بازی کرد.
گارس همچنین در سریال On My Block، سریال نتفلیکس، نقش مادر روبی را بازی می‌کند.